# Положевец, Пётр Григорьевич
Пётр Григо́рьевич Положе́вец (род. 12 августа 1953, село Вишнев, Волынская область) — советский и российский журналист, общественный деятель. Почти 28 лет занимал пост главного редактора «Учительской газеты» (1991—2019). С января 2019 года исполнительный директор Благотворительного фонда Сбербанка «Вклад в будущее». С 25 августа 2023 года член Совета при Правительстве РФ по вопросам попечительства в социальной сфере.
Основатель всероссийского профессионального конкурса «Успешная школа». Один из инициаторов проведения и главных организаторов всероссийского конкурса педагогического мастерства «Учитель года России». Был инициатором создания и руководителем первой в России предметной Межрегиональной ассоциации «За гражданское образование», которая занималась развитием граждановедческого образования (1995—2014).
Пётр Положевец вошел в топ-50 самых влиятельных экспертов России в сфере образования (2020).

## Карьера и деятельность

### Начало карьеры
Пётр Положевец родился 12 августа 1953 года в селе Вишнев Волынской области Украинской ССР.
В 1975 году окончил факультет журналистики Киевского государственного университета имени Тараса Шевченко. В этом же году начал работать в газете «Комсомолец Запорожья», где прошел путь от корреспондента отдела сельской молодежи до заместителя редактора.
В 1985 году стал собственным корреспондентом «Комсомольской правды» по Украине. С мая по сентябрь 1986 года работал на Чернобыльской атомной станции после аварии 26 апреля 1986 года, публикуя оперативные статьи в еженедельнике «Собеседник» и «Комсомольской правде».
По итогам Всесоюзного конкурса на лучшую журналистскую работу года (1986) Пётр Положевец был удостоен премии Союза журналистов СССР «за мужество, верность своему долгу, самоотверженность, высокое мастерство, проявленное при освещении событий, связанных с аварией на Чернобыльской АЭС».
С 1987 по 1990 год был членом редколлегии, редактором отдела студенческой, научной молодёжи и молодых специалистов, учащейся молодёжи и пионеров, школ, науки и студентов «Комсомольской правды». Опубликовал в это время интервью с известным кардиохирургом Николаем Амосовым, актёрами Валерием Золотухиным и Адой Роговцевой, академиком Борисом Патоном, очерк о педагоге-новаторе Шалве Амонашвили.

### «Учительская газета»
В 1990 году стал заместителем главного редактора «Учительской газеты», а с 1991 по 2019 год занимал должность главного редактора издания. Пётр Положевец — один из инициаторов проведения и главных организаторов всероссийского конкурса «Учитель года», который учрежден в 1990 году «Учительской газетой» совместно с Министерством образования РФ и Профсоюзом работников образования и науки.
Пётр Положевец был первым из советских и российских журналистов, получившим в 1992 году стипендию The Reuter Foundation Programme для обучения в Оксфордском университете.
В 1995 году придумал и организовал российско-британский конкурс детских рисунков, в котором приняло участие более 4 тысяч британских и более 5 тысяч российских школьников. Российские дети рисовали, какой они себе представляют Англию, а британские — Россию. Выставку 60 лучших работ в Москве посетила Королева Великобритании Елизавета II. 3 мая 1995 года в российском посольстве в Лондоне был проведен аукцион компании Сотбис, на котором проведена благотворительная продажа детских рисунков. Вырученные 25 тысяч фунтов стерлингов были переданы детскому дому № 29 в Подмосковье для создания художественной мастерской. Именно воспитанники этого учреждения заняли первое место в конкурсе.
В 2009—2010 годы реализовал в «Учительской газете» медиапроект «Фундаментальные понятия», который повлиял на формирование Модели персонализированного образования в России и концепции опережающего контента в педагогике.
Работая в «Учительской газете», вёл авторскую колонку на полосе «Общество» в «Российской газете» и передачу в прямом эфире «До и после уроков» на радио «Говорит Москва».

### Благотворительный фонд Сбербанка «Вклад в будущее»
В январе 2019 года стал исполнительным директором Благотворительного фонда Сбербанка «Вклад в будущее», который реализует программы и проекты по развитию образования и инклюзивной среды в России.
В 2020 году Пётр Положевец занял 38 место в первом российском рейтинге экспертов в сфере образования.
В 2022 году Фонд занял третье место в рейтинге RAEX среди 819 корпоративных и частных НКО. (Рейтинг составляется раз в 2 года, в 2020 Фонд занял 5-е место.)
По итогам 2021 и 2022 года Благотворительный фонд «Вклад в будущее» получил от Правительства РФ статус «Партнёра национальных проектов» и занял 2-е место среди НКО в рэнкинге «Наш вклад» за реализацию социальных программ, вносящих вклад в достижение национальных целей, и реализацию национальных проектов: 2021 год, 2022 год.
4 года подряд Фонд получает «Золотой стандарт» Всероссийского конкурса публичных годовых отчетов социально ориентированных НКО (за отчеты с 2018 по 2021 год).
Программа Фонда по раннему социально-эмоциональному развитию детей в 2024 году вошла в перечень 9 лучших практик, отобранных ЮНЕСКО по всему миру и рекомендованных для реализации образовательными системами.
Учебно-методические материалы Фонда активно используются в 15 образовательных организациях Казахстана и в 20 школах и детских садах Кыргызстана, где материалы Фонда переведены на национальный язык. В Кыргызстане запущены разработанные Благотворительным фондом "Вклад в будущее"две программы повышения квалификации и магистерская программы «Развитие личностного потенциала: персонализация и цифровизация». В Киргизском национальном университете открыт первый зарубежный ресурсный центр Фонда.

### Общественная деятельность
В 1994 Пётр Положевец создал и возглавил первую в России предметную Межрегиональную ассоциацию «За гражданское образование» (1995—2014), объединившую несколько тысяч учителей обществознания и истории, авторов учебников и программ, методистов и ученых. Организация проводила ежегодные открытые олимпиады по граждановедению, семинары для учителей по активным методам обучения, оцениванию учебных достижений учащихся, разрабатывала учебные пособия для учителей и учеников. Ассоциация была членом консорциума Сивитас (Civitas: An International Civic Education Exchange Programme).
С 2007 по 2017 год — национальный координатор Международного сравнительного исследования качества граждановедческого образования (ICCS).
С 2011 по 2015 год был членом Комиссии при Президенте Российской Федерации по развитию системы поиска и поддержки талантливых детей и молодежи и совершенствованию проведения единого государственного экзамена.
В 2012 году вошел в Координационный совет при Президенте Российской Федерации по реализации Национальной стратегии действий в интересах детей на 2012—2017 годы в качестве руководителя одной из рабочих групп.
С 2014 по 2019 год был членом Президиума Совета по русскому языку при Президенте Российской Федерации.
С 2019 по 2023 год был Председателем редакционного общественного совета ИД «Учительская газета».
Входит в составы:
Совета Министерства просвещения Российской Федерации по федеральным государственным образовательным стандартам общего и среднего профессионального образования;
Совета по профессиональным квалификациям в сфере образования;
Экспертного совета по дополнительному профессиональному образованию и корпоративному обучению, дополнительному образованию взрослых при Комитете по образованию и науке Государственной Думы РФ;
Экспертного совета Агентства стратегических инициатив по продвижению новых проектов;
Президиума Союза журналистов Москвы (2019—2023).
Совета при Правительстве РФ по вопросам попечительства в социальной сфере (в соответствии с Распоряжением Правительства РФ от 25.08.23 № 2285-р).
Попечительского совета Московского городского педагогического университета. 

## Награды и звания
- Премия Союза Журналистов СССР «за мужество, верность своему долгу, самоотверженность, высокое мастерство, проявленное при освещении событий, связанных с аварией на Чернобыльской АЭС» (1986)[1]
- Орден Почёта (1999)[1]
- Орден Дружбы (2006)[1]
- Медаль «В память 850-летия Москвы» (1998)[1]
- Лауреат премии Правительства Российской Федерации в области печатных СМИ (2010)[1]
- Почетный работник общего образования РФ (2014)[7]
- Почетный знак Союза журналистов России «Честь. Достоинство. Профессионализм» (2021)[34]
- Лауреат премии Правительства Российской Федерации в области СМИ (2021)[35]
- Лауреат премии Мэра Москвы в области печатных СМИ (2022)
- Нагрудный знак Государственной корпорации по атомной энергетике «Росатом» «За участие в ликвидации аварии» (приказ № 1/73 от 21.04.2011 г.)
- Почётная грамота Президента Российской Федерации В. В. Путина за заслуги в развитии и совершенствовании банковской системы[36]
- Почётный профессор Кыргызского национального университета

## Семья
Жена — Галина Владимировна, журналист, предприниматель, общественный деятель и главный редактор журнала «Системный администратор».
Сын — Владимир, бизнесмен и предприниматель.
Имеет трёх внуков и одну внучку.

## Другое
Пётр Положевец — прообраз одного из архангелов в знаменитой композиции известного канадского скульптора Патриции Бреннан «Guardians and Archangels from Earth», созданной в 1989—2001 гг., которая насчитывает 33 метровые терракотовые фигуры архангелов и стражей. Скульптуры экспонировались на многих выставках в Канаде и за рубежом.
Выпустил книгу «Сто один процент души», в которой собраны его очерки и статьи, касающиеся вопросов отечественного образования 